# 묘제
백제의 묘제(墓制)는 그 기본형에 있어서 고구려 것과 같은 석실토분(石室土墳)이며 신라 지역의 묘제와는 다른, 이 양국간의 중간에서 묘제상의 영향을 중계한다. 또 영산강(榮山江) 하류 일대에서 옹관장(甕棺葬)이 성행한 것도 한 특색이라 할 수 있다. 대체로 백제의 묘제는 수도의 삼천(三遷)에 따라 상대(上代＝漢城時代)·중대(中代＝熊津時代)·하대(下代＝泗批時代)의 3기로 구분한다. 상대에 속하는 것으로 여겨지는 고분들은 주로 한강(漢江) 연안 일대에 집중하고 있으며, 서울의 광장동(廣壯洞) 또는 여주(驪州) 부근, 그리고 가평(加平) 부근에도 산재하고 있다. 이 시기의 고분으로는 평지에 큼직큼직한 돌덩이를 봉토형(封土形)으로 쌓아 올리고 내부에 간단한 석실이나 또는 석실 없이 퇴석(堆石)한 저석묘가 있다. 또 토분으로서 목관이 들어갈 만한 광을 파고 그 위에 봉토를 덮은 간단한 형식의 토광묘(土壙墓)와 현실(玄室)의 네 벽을 가로로 길게(橫長) 한 벽돌 모양의 할석(割石)을 옆으로 쌓아 올린 방형, 또는 장방형의 석실 및 세 벽을 내경(內傾)한 연도를 가진 석실묘(石室墓)·석곽묘(石槨墓) 등의 두 가지가 보인다. 석실분 가운데에는 현실의 네 벽과 천장에 회(灰) 칠을 하여 고구려의 고분과 상통하는 것들도 있다. 중대에 속하는 분묘는 충청남도 공주(公州)와 부여 부근에 밀집해 있는데 그 중에는 목관 하나가 들어갈 수 있을 정도의 소형 석곽분에서부터 한 변의 길이 3m를 넘는 대형 석실분 또는 전축분(塼築墳)에 이르기까지 다종다양한 형식을 보인다. 석실분의 형식은 고구려의 분묘와 대단히 흡사하며 송산리 1호분은 이 시대 석실분의 대표적인 예이다. 전축분으로서는 송산리 6호분과 1971년에 발굴된 무녕왕릉이 대표되는데 이들 전축분의 묘제는 종래의 것과는 전혀 다른 묘제로서 육조시대 남조(南朝)의 표제를 받아들인 것임이 확실하다. 하대에 속하는 고분으로는 부여 능산리의 왕릉으로 알려진 봉토분과 부여 이남지역인 익산 팔봉면(益山郡八峰面)의 봉토분, 전라남도 나주시·영암군의 옹관묘의 군집(群集)이 알려져 있다.